# Waikokopu (Nouvelle-Zélande)
Waikokopu  est une petite localité côtière située dans le nord de la région de Hawke's Bay, dans l’Île du Nord de la Nouvelle-Zélande

## Situation
Waikokopu est située à environ 40 km à l’est de la ville de Wairoa, la principale ville du nord de la région de Hawke's Bay.
Le cours d’eau nommé Waikokopu  stream forme un petit estuaire soumis à la marée entre la proéminence de deux promontoires.

## Toponymie
Le nom de Waikokopu, traduit du langage maori, comme l’eau (water (wai)) de Kokopu (en), le kokopu étant l'une des trois espèces de petit poisson local d’eau douce.

## Histoire

### Les premiers temps
À l’époque des Maoris, Waikokopu était un lieu de débarquement des waka (canoës) et un site de peuplements maoris.
En 1832, huit ans avant la signature du Traité de Waitangi, c'était le lieu de la première station baleinière dans le nord de Hawkes's Bay, dirigée par un Américain du nom de Ward. D'autres stations baleinières furent établies dans la même région, et les baleines furent bientôt épuisées en tant que ressource économique.
En 1876, la laine était chargée à waikokopu sur des navires qui attendaient au large.
En 1910, les volumes avaient tellement augmenté qu’une société portuaire fut créée pour améliorer les installations de chargement des productions agricoles.
Mr EB Bendall fut nommé capitaine du port.

### Chemin de fer
Le port fluvial de Wairoa était difficile d’accès et comportait une  barre dangereuse ; cela interdisait l’utilisation de bateaux de toute taille et empêchait d'exploiter tout le potentiel économique de la région.
Waikokopu offrant le meilleur potentiel de développement portuaire de la région, le Parlement autorisa en 1915 la construction d’une ligne de chemin de fer privée entre Wairoa à Waikokopu.
Hormis une étude préliminaire, rien ne fut entrepris durant les années de guerre et les deux années suivantes à cause de l’établissement possible d’une ligne de chemin de fer entre Wairoa et Gisborne via un tracé plus à l’intérieur des terres.
En 1920, le port fluvial de Wairoa fut pratiquement inutilisable en raison de l’envasement de la barre à l’embouchure du fleuve.
En raison de l’urgence de la situation, de l'absence de progrès sur le trajet du chemin de fer intérieur et de l’incapacité financière des milieux d'affaires de lever les capitaux nécessaires, le Gouvernement accepta de construire la ligne jusqu'à Waikokopu.
Malgré quelques difficultés durant la construction de la ligne et la nécessité d’aplanir une petite colline au niveau de Waikokopu pour créer une zone plate pour la gare de triage, le premier train direct  de Wairoa à Waikokopu circula le 17 juillet 1923.
De 1921 à 1923, le gouvernement a ainsi dépensé 352 790 ₤ pour ce projet. La compagnie portuaire ayant échoué dans ses tentatives de créer un port intérieur à Waikokopu, le Gouvernement a dû autoriser des dépenses supplémentaires de 78 000 £ pour la construction d'installations d’accostage sûres.
Les travaux furent rapidement terminés et la première des nombreuses cargaisons de viande congelée fut expédiée par la nouvelle ligne de chemin de fer et le nouveau port en août 1924.
Lors du développement du port en 1925, le bateau Talune fut désossé, rempli de rochers et coulé pour former un brise-lame destiné à protéger le port de la houle du sud.
Le Talune est connu pour être le navire qui permit à la grippe espagnole de 1918 d'atteindre les  îles Samoa, tuant plus de 20 % de la population.
À partir de 1929, les 30 équipements les plus lourds et les pièces en métal pour le projet de la centrale du lac Waikaremoana furent amenés à terre via Waikokopu, puis par rail vers Wairoa, et transportés sur des chariots tirés par des bœufs et des engins de traction.
Dans les années 1930, lors de la construction du tronçon Napier - Wairoa de la ligne Nord Palmerston - Gisborne (en), la charpente métallique du viaduc de Mohaka (en) fut débarquée au port et transportée par rail jusqu'au chantier du fleuve Mohaka.
En 1924, un rapport d’ingénieurs recommandait que la branche soit incorporée comme la partie la plus méridionale d'une nouvelle voie ferrée côtière allant de Wairoa à Gisborne.
Le projet initial de ligne ferroviaire intérieure de Wairoa à Gisborne fut abandonné et, en 1942, le tronçon Wairoa - Waikokopu fut incorporée à la ligne Palmerston North à Gisborne.
La facilité des transports ferroviaires vers Gisborne et Napier a permis à Wairoa d'accéder à des installations portuaires de qualité supérieure, et Waikokopu devint un petit établissement de pêche et une base de pour l'entretien du  phare de l'île de Portland, à l’extrémité sud de la péninsule de Māhia, jusqu’à ce que le phare soit automatisé en 1984.

### Naufrages
Deux bateaux ont fait naufrage à Waikokopu, en 1886 et en 1900.
En septembre 1886, l'épave de la goëlette Cleopatra fut retrouvée par le fond près de la plage de Waikokopu, où elle fut rapidement disloquée.
La goëlette avait quitté Thames pour Lyttelton avec une cargaison de bois.
il est supposé que la goëlette a chaviré en mer lors d'un coup de vent entraînant la perte des six membres d'équipage.
Le Cleopatra jaugeait 92 tonneaux, mesurait 82 pieds de long et avait été construit à Auckland en 1867.
En novembre 1900, le cotre Coralie rencontre un fort vent de sud-ouest et se met à l’abri à Waikokopu durant un voyage de Gisborne à Napier. Le lendemain, le vent souffle vers le sud, avec une force terrifiante.
Les deux ancres sont larguées et pendant un moment le cotre reste en sécurité, mais comme il n’y a aucun signe d'accalmie de la tempête, les trois marins de l’équipage décident de se rendre à terre le plus rapidement possible.
Après un périlleux trajet dans leur embarcation, l’équipage débarque sain et sauf ; peu de temps après, la tempête s'intensifie et le navire est drossé sur la côte où il est rapidement brisé par les vagues.
Le Coralie mesurait 47 pieds de long, jaugeait 29 tonneaux et avait été construit en 1874.

### Waikokopu aujourd'hui
Aujourd’hui, Waikokopu ne compte que quelques maisons et peu de traces de son passé industriel sont visibles.
Le quai a été transformé en un tas de gravats par la houle et seuls quelques bateaux utilisent le petit port.
Les vestiges du quai et du brise-lame sont toujours là et sont mieux connus aujourd'hui comme point d'accès aux rouleaux qui viennent se briser sur le promontoire sud.